# Myriam Baverel
Myriam Baverel (Chambéry, 14 gennaio 1981) è una taekwondoka francese.

## Palmarès
- Giochi olimpici

Atene 2004: argento nei +67 kg.
- Mondiali

Garmisch-Partenkirchen 2003: argento nei pesi medi.